# Pygmeopolia discestroides
Pygmeopolia discestroides là một loài bướm đêm trong họ Noctuidae.